# Instituto de Fisiología Celular
En México, el Instituto de Fisiología Celular (IFC) es uno de los 21 institutos de investigación científica de la Universidad Nacional Autónoma de México, y en él se realiza investigación de alta calidad en bioquímica y biología estructural, biología celular y del desarrollo, fisiología celular, genética molecular, neurodesarrollo, neurociencia cognitiva y neuropatología molecular.

## Creación
El Instituto de Fisiología Celular (IFC) surgió como resultado de un largo proceso universitario iniciado en 1971, cuando el Departamento de Biología Experimental del Instituto de Biología (IB) y el Departamento de Bioquímica de la Facultad de Medicina de esa universidad decidieron construir un nuevo edificio del Instituto de Biología, el cual incluiría un ala completa sólo para el Departamento de Biología Experimental (edificio oriente del IFC), con la capacidad de albergar a cada uno de los investigadores en su propio laboratorio, mejorando así las condiciones de trabajo para la investigación científica experimental.
El 12 de marzo de 1973 se publicó un documento en el que se anuncia que el trabajo de los grupos de investigación experimental de la Facultad de Medicina y del Instituto de Biología se reunirían en un solo espacio físico y un mismo ambiente académico con la intención de formar un centro que permitiera una integración científica del más alto nivel y de esta manera incrementar la productividad científica, evitando la duplicación de equipo, presupuesto y trabajo. Al estar en un solo lugar, este grupo de investigadores sería más accesible a todos los estudiantes de ciencias biológicas, haciendo que su formación fuera menos dispersa, más completa y de mejor calidad.
Los investigadores pioneros de la investigación bioquímica en la UNAM fueron Guillermo Massieu, Herminia Pasantes, Ricardo Tapia Ibargüengoytia, Miguel Pérez de la Mora, Jesús Manuel León Cázares, Graciela Meza Ruiz (pérdida de la audición, ruido ambiental, toxicidad, estreptomicina), María Elena Sandoval, Ángel Arroyo, Edmundo Chávez, Aurora Brunner, Alfonso Cárabez, Armando Gómez Puyou, José Laguna García, Jesús Guzmán García, José Luis Molinari, Victoria Chagoya, Antonio Peña Díaz, Marietta Tuena Sangri y Enrique Piña Garza. Entre septiembre de 1973 y enero de 1979 se incorporaron otros investigadores, como Ana Luis Anaya, Ana María López Colomé, Edgardo Escamilla, René Drucker Colín, Lourival Possani, Rolando Lara y Rocío Salceda, quienes diversificaron sus temas de estudio y se conformaron como uno de los grupos más productivos en la investigación biomédica en la UNAM y en México.[cita requerida]
En 11 de enero de 1979, cuando Antonio Peña era jefe del Departamento de Biología Experimental, a poco más de cinco años de haberse integrado el grupo del Instituto de Biología y de la Facultad de Medicina, se publicó el acuerdo de creación del Centro de Investigaciones en Fisiología Celular (CIFC), integrado por 22 investigadores, 17 titulares, seis de ellos nivel C, cinco  asociados, cuatro nivel C, un nivel B, además de 14 técnicos académicos. Con esto, se logró la independencia del Instituto de Biología, la Facultad de Medicina y cualquier dependencia de la UNAM. Pocos días después de publicarse el acuerdo, el rector nombró director del nuevo centro a Antonio Peña. El Centro se dividió entonces en tres departamentos: Bioenergética, Microbiología y Neurociencias.
En 1973, el Consejo Universitario había aprobado el proyecto de Licenciatura, Maestría y Doctorado en Investigación Biomédica Básica (IBB). Este programa fue diseñado por investigadores con la idea de formar doctores en el área biomédica, evitando el retraso que representa el tener que cursar las licenciaturas de medicina, química o biología antes de incorporarse a un laboratorio de investigación. El proyecto interesó a algunos investigadores del Departamento de Biología Experimental desde antes de que se convirtiera en el CIFC, sobre todo entre los del área de neurociencias, quienes participaron de manera individual entre 1975 y 1983, año en que se graduó el primer maestro en IBB formado en el CIFC, Julio Morán.
El Centro de Investigaciones en Fisiología Celular (CIFC) fue aceptado en 1984 como la tercera sede académica del programa de Licenciatura, Maestría y Doctorado en Investigación Biomédica Básica. La segunda fue el Centro de Investigaciones sobre Fijación de Nitrógeno en 1980 y la cuarta el Centro de Investigaciones en Ingeniería Genética y Biotecnología, centro que en 1988 se convertiría en el Instituto de Biotecnología. Este mismo año se inaugura el segundo edificio, el cual contaba con biblioteca, auditorio, área para la administración, aulas y dos habitaciones para visitantes.
El 30 de mayo de 1985, el CIFC se convierte en el Instituto de Fisiología Celular y durante los siguientes 10 años, hasta 1995, aumenta la formación de maestros y doctores en Investigación Biomédica Básica, y en esa década se graduaron 69 maestros y 49 doctores, siendo la sede que más doctores formó entre 1989 y 1995, con 44 doctores graduados, casi el doble que el Instituto de Investigaciones Biomédicas, sede original del programa, y más del doble de los graduados en el Centro de Investigaciones en Fijación de Nitrógeno, segunda sede del programa.

## Líneas de investigación
Independientemente de la estructura departamental, se han desarrollado ciertas líneas de investigación que representan las principales conexiones entre los investigadores del instituto. Entre ellas, destacan los estudios de membranas, receptores, transporte y bioenergética, la regulación metabólica, neurofisiología, neuroquímica, etología, fisiología de los órganos de los sentidos, inmunología, fisiología y genética microbianas, cibernética y ecología química.
El impacto académico del Instituto de Fisiología Celular se ve reflejado en las publicaciones científicas en revistas internacionales, nacionales y capítulos de libros publicados por los investigadores. Los investigadores del IFC colaboran con el esfuerzo de divulgación de la ciencia a través de las publicaciones del Fondo de Cultura Económica, la Secretaría de Educación Pública y el Consejo Nacional de Ciencia y Tecnología. La mayoría de los investigadores del IFC ofrecen ponencias en congresos nacionales e internacionales, simposios y reuniones. También se realizan colaboraciones con laboratorios extranjeros que generan publicaciones conjuntas.

## Ubicación
Se encuentra en la Ciudad Universitaria, en la zona sur de la Ciudad de México.